# 마크 론슨
마크 대니얼 론슨(영어: Mark Daniel Ronson, 1975년 9월 4일~ )은 그래미상을 3회, 브릿 어워드를 1회 수상한 영국의 음악 프로듀서이자, 알리도 레코드사의 공동 창립자이다. 그의 데뷔 앨범인 《Here Comes the Fuzz》는 미국식의 힙합 장르에 초점을 맞춘 앨범으로, 숀 폴, 네이트 독, 고스트페이스 킬라 등과의 공동 작업을 하였다. 하지만 이 앨범은 큰 호응을 얻지 못했다.
그의 두 번째 앨범 《Version》은 영국 스타일의 음악으로, 라디오헤드, 맥시모 파크, 카이저 칩스 등의 밴드 음악을 리믹스한 앨범이다. 이 앨범 중 3개 곡이 영국 차트 10위권에 들고 그는 2008년 브릿 어워드에서 〈최고 남자 아티스트〉에 선정되는 등 큰 성공을 거두었다. 론슨은 브릿 어워드 수상자 중 최초로 노래를 부르지 않은 뮤지션이다. 2014년에는 브루노 마스와 함께 작업한 곡인 Uptown Funk를 발표하였다.
Uptown Fun는 빌보드 차트에서 14주 연속 1위의 기록을 내는 등 큰 성공을 거두었다.

## 출연 작품
| 연도 | 제목            | 배역 | 비고       |
| ---- | --------------- | ---- | ---------- |
| 2019 | 스파이 지니어스 |      | 애니메이션 |